# Quận Randolph, Georgia
Quận Randolph là một quận trong tiểu bang Georgia, Hoa Kỳ. Quận lỵ đóng ở thành phố Cuthbert 6. Theo điều tra dân số năm 2000 của Cục điều tra dân số Hoa Kỳ, quận có dân số 7791 người 2. Năm 2007, ước tính dân số quận này là 7.294 người.

## Địa lý
Theo Cục điều tra dân số Hoa Kỳ, quận này có diện tích 1116 ki-lô-mét vuông, trong đó có km2 là diện tích đất, 4 km2 là diện tích mặt nước.